# Доншри
Доншри́ (фр. Donchery) — коммуна во Франции, находится в регионе Шампань — Арденны. Департамент коммуны — Арденны. Входит в состав кантона Западный Седан. Округ коммуны — Седан.
Код INSEE коммуны — 08142.
Коммуна расположена приблизительно в 210 км к северо-востоку от Парижа, в 95 км северо-восточнее Шалон-ан-Шампани, в 15 км к юго-востоку от Шарлевиль-Мезьера.

## Население
Население коммуны на 2008 год составляло 2409 человек.
| 1962 | 1968 | 1975 | 1982 | 1990 | 1999 | 2008 |
| ---- | ---- | ---- | ---- | ---- | ---- | ---- |
| 1598 | 1963 | 2346 | 2293 | 2362 | 2393 | 2409 |

## Экономика
В 2007 году среди 1543 человек в трудоспособном возрасте (15—64 лет) 1074 были экономически активными, 469 — неактивными (показатель активности — 69,6 %, в 1999 году было 68,9 %). Из 1074 активных работали 937 человек (518 мужчин и 419 женщин), безработных было 137 (65 мужчин и 72 женщины). Среди 469 неактивных 156 человек были учениками или студентами, 135 — пенсионерами, 178 были неактивными по другим причинам.

## Достопримечательности
- Церковь Св. Онисима[фр.] (XII век). Исторический памятник с 1911 года.[3]
- Церковь Данкур (XIII век), была частично разрушена после немецкой бомбёжки во время Первой мировой войны.

## Фотогалерея

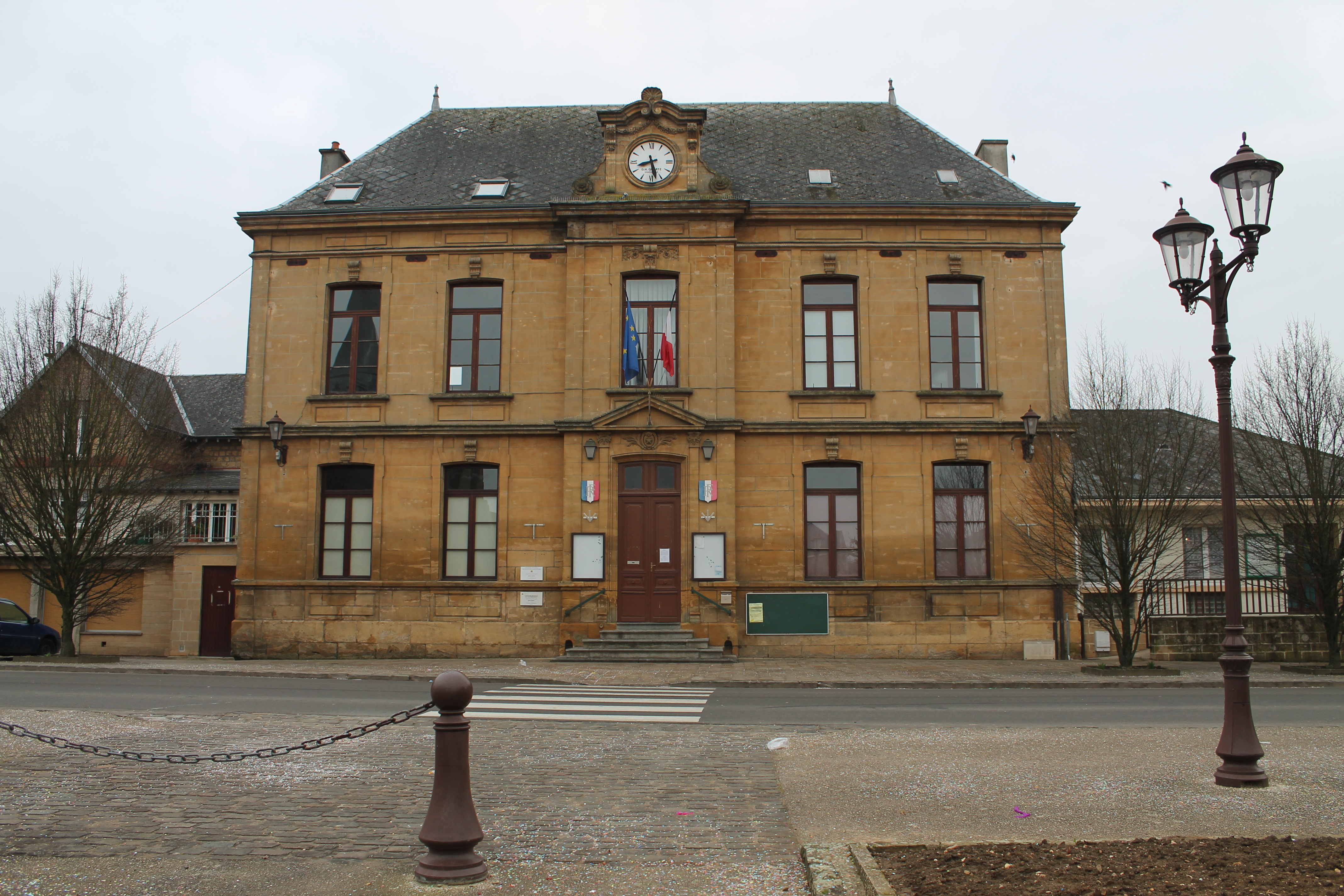
Мэрия
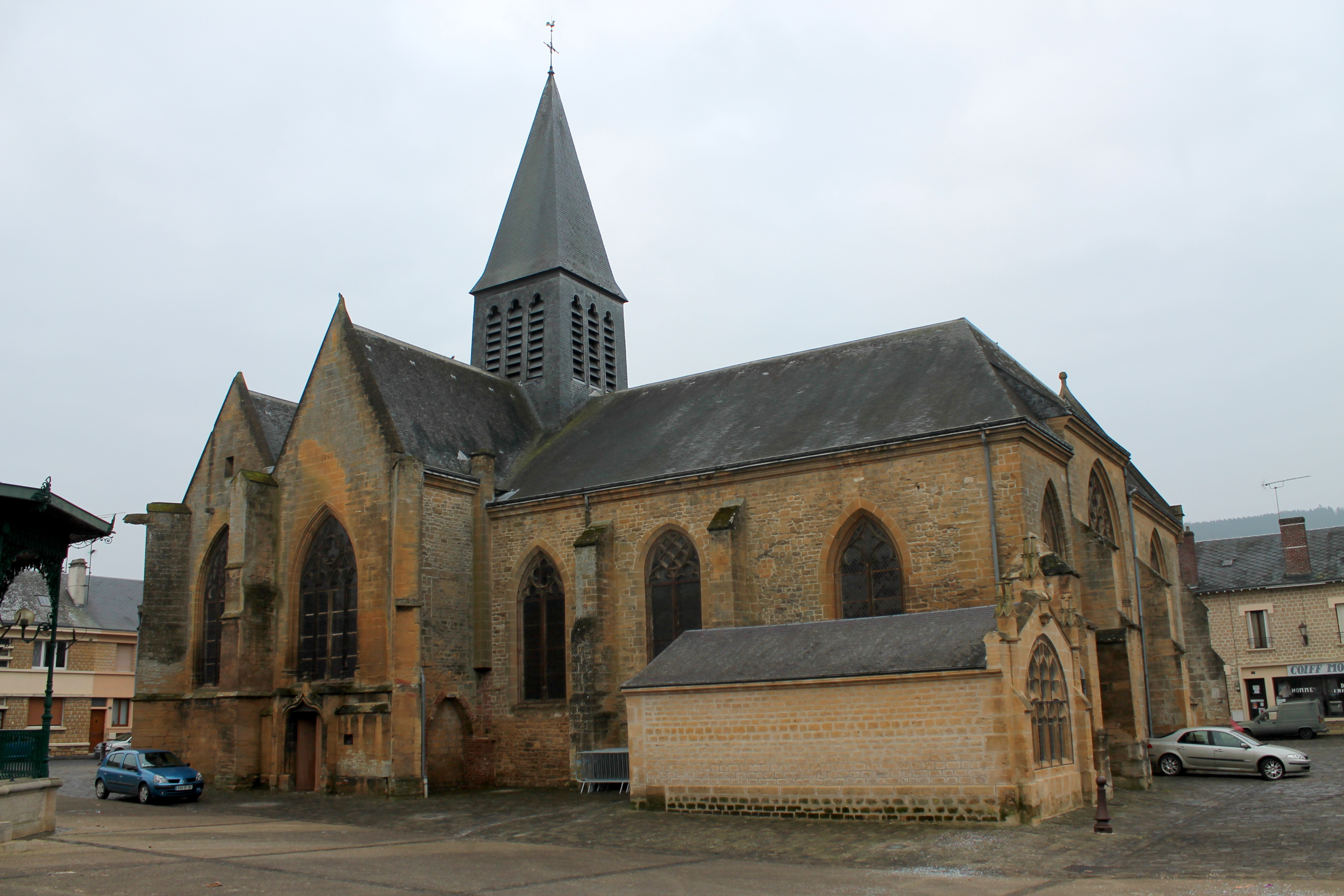
Церковь Св. Онисима
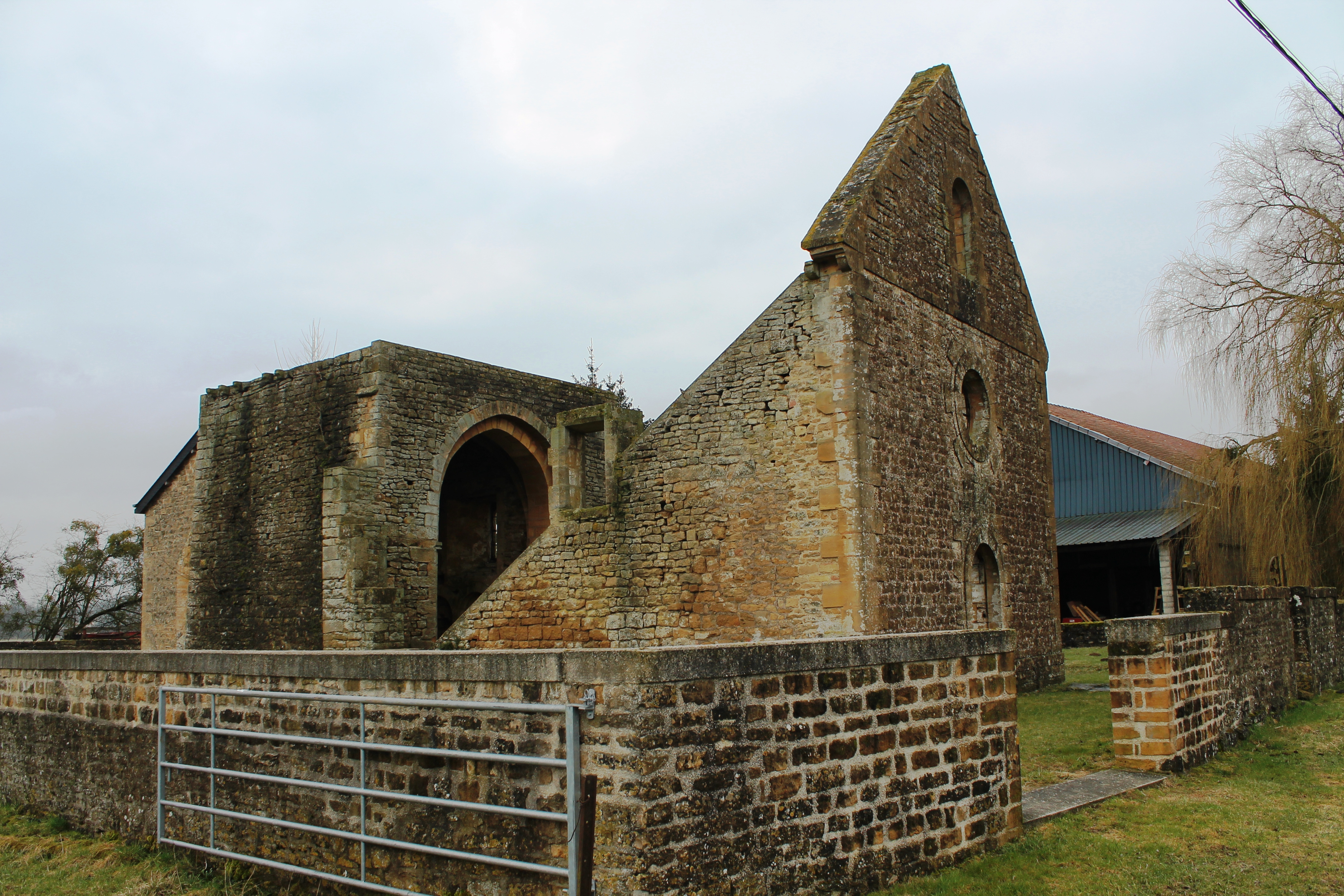
Церковь Данкур